# Lumma Design
Lumma Design GmbH («Лумма Дизайн») — тюнинг-ателье в городе Бенцинген, коммуна Винтерлинген (Германия), специализирующееся на тюнинге, в первую очередь автомобилей марки BMW, а также других престижных автопроизводителей: Porsche, Mercedes-Benz, Land Rover, Opel.

## Проекты на базеBMW M5

### Lumma Design CLR 730 RS (E60)
Автомобиль произведён в единственном экземпляре специально для члена королевской семьи Саудовской Аравии — Саада Бин Абдула Бин Абдулазиза. В постройке автомобиля сотрудничала немецкая компания G-Power, чьи инженеры увеличили мощность двигателя V10 5.0 S85 B50 автомобиля на 223 лошадиные силы и на 180 ньютон-метров до 730 л.с. и 700 Н•м, установив 2 приводных нагнетателя ASA, спортивный воздушный фильтр и новый ЭБУ. Вследствие чего, автомобиль стал разгоняться от 0 до 100 км/ч за 4,2 секунды, до 200 за 10 секунд, до 300 — 29,5 и максимум до 367 км/ч.
В связи с безопасностью автомобиля на высоких скоростях, на него установили 405-миллиметровые тормоза. Салон был полностью перепрошит 2-цветной кожей Lumma, и в нём присутствует большое количество углепластика.

## Проекты на базеLand Rover Range Rover

### Lumma Design CLR R (L405)
Lumma Design стала первой компанией, создавшей проект доработки нового поколения внедорожника Land Rover Range Rover.
Боди-кит состоит из нового переднего бампера с небольшим чёрным сплиттером и тремя воздухозаборниками, закрытых многорёберными решетками, передних и задних колёсных арок, боковых юбок и заднего бампера. Стандартная решетка радиатора уступит место иному аналогу, выполненному в тон решетки центрального воздухозаборника, а вместо традиционной надписи с названием британского бренда, красуется надпись «Lumma CLR R».
Передние и задние колесные арки внедорожника расширились, добавив ширине автомобиля дополнительные 50 мм, а между ними расположились массивные боковые юбки. На задних крыльях появятся прорези вентиляционных отверстий, а на место заднего бампера пришёл изменённый аналог с заметным тёмным диффузором и карбоновыми концевиками выхлопной системы.
Бензиновый 5,0-литровый двигатель внедорожника получил новую спортивную выхлопную систему, выполненную из нержавеющей стали и перенастройку блока управления дроссельной заслонки, что увеличит максимальную мощность мотора со стандартных 510, до 540 или до 560 лошадиных сил.
В интерьере автомобиля присутствует двухцветная кожаная отделка, сочетающаяся с углеродными вставками и алюминиевыми накладками на педали и входные пороги.
Первый готовый автомобиль должен появится к апрелю 2013 года.

## Проекты на базеPorsche 911

### Lumma Design CLR 9 S (991)
Lumma Design поработала над эстетическими данными нового Porsche 911 Carrera S, улучшив дизайн экстерьера и убранства салона. После доработки 991-го кузова, тюнинг-ателье назвало своё произведение как CLR 9 S, мировая премьера которого состоится на 82-м Женевском автосалоне. Спереди 911-й получил стильный спойлер с дополнительными воздухозаборниками, окрашенную в серый цвет решетку передних воздухозаборников, и обрамление головной оптики, окрашенное в цвет кузова. Заднюю часть венчает изумительный 3-составной спойлер, идеально вписывающийся в дизайн кормы новой Carrera S. По словам создателей, новые аэродинамические элементы не только наделят заднемоторный спорткар красотой, но и дополнительной прижимной силой, что немаловажно.
Пакет CLR 9 S включает и уникальную спортивную выхлопную систему с четырьмя хромированными патрубками, и заслонками для контроля уровня издаваемого звука, а за доплату предлагаются гоночные полоски вдоль всего кузова.
Специалисты Lumma Design установили новые диски, размер которых хорошо подобран - 9x20 дюймов спереди и 12x20 дюймов сзади, через спицы которых проглядываются красные суппорты тормозной системы.
Трёхсоставные кованые диски обуваются в спортивную резину размерностью 245/30R20 спереди и 305/30R20 сзади. Подвеску понизили на 50 мм. Салон CLR 9 S преображён благодаря алюминиевым накладкам на педали, алюминиевым вставками на порогах с надписью «Lumma Design» обивкой салона из красной кожи и чёрной алькантары, а также ковриками с логотипом тюнинг-ателье. Немецким дизайнерам практически не оставили голого пластика в салоне, обшив каждую деталь кожей и алькантарой, подчеркнув чёрные элементы контрастной красной ниткой. Вставками салона были обклеены карбоновой плёнкой, которая нашла своё место и на центральной консоли и на рулевом колесе.
В компании сочли ненужным дорабатывать силовую установку, выдающую 400 л.с.